# Donald Norman
Donald Arthur Norman (25 dicembre 1935) è uno psicologo e ingegnere statunitense.

## Biografia
È stato professore di psicologia e scienze cognitive e direttore dell'istituto per la Scienza Cognitiva dell'Università della California.
Norman è laureato in ingegneria elettronica presso il MIT (Massachusetts Institute of Technology), dove è professore emerito, e ha un master e un dottorato di ricerca presso l'Università della Pennsylvania. Nel 1995, ha ricevuto una laurea honoris causa in psicologia dall'Università di Padova.
È stato vicepresidente del gruppo di ricerca sulle tecnologie avanzate per la Apple Computer e dirigente alla Hewlett-Packard e alla U Next, società di formazione a distanza.
Attualmente insegna alla Northwestern University (psicologia, scienze cognitive e informatica) ed è consulente del Nielsen Norman Group fondato nel 1998 con Jakob Nielsen, un'azienda di consulenza alle imprese per la realizzazione di servizi e prodotti centrati sull'uomo.
All'inizio del 2006 è stato insignito con la "Benjamin Franklin Medal in computer and cognitive science".
Il 4 ottobre 2016 gli è stata conferita la laurea honoris causa in Design dall'Università della Repubblica di San Marino.

## Campo di ricerca e pensiero
Il suo campo di ricerca è lo studio dell'ergonomia, del design, e più in generale del processo cognitivo umano.
Noto per essere uno studioso che si è occupato anche degli aspetti più prettamente pratici ed economici della propria materia di studio (in quanto dirigente per la Apple Computer), nelle sue prime pubblicazioni si occupa prevalentemente dell'usabilità e dei vari aspetti del processo cognitivo, ma nel libro Le cose che ci fanno intelligenti espone anche critiche di carattere sociologico verso la società occidentale. Tra gli altri aspetti Norman descrive l'apatia provocata dall'eccessivo utilizzo della televisione e l'incapacità dei musei di proporsi al pubblico in modo accattivante.
Nella seconda parte della sua carriera pubblica il noto volume La caffettiera del masochista, in cui propone una tagliente critica al design attaccando la scarsa ergonomia della maggioranza delle interfacce e degli strumenti in uso all'uomo. Questo volume lo porta alla ribalta mondiale nel suo settore ed è causa di accese polemiche da parte di designer e progettisti per le sue affermazioni tese a esaltare la funzionalità degli oggetti a scapito della loro gradevolezza estetica. In particolare nei suoi studi fa spesso riferimento all'affordance degli oggetti, che lui intende nell'accezione di autorizzazioni, inviti all'azione, che l'oggetto sembra permettere. "Sembra", poiché secondo Norman le proprietà possedute da un oggetto, in particolare di ordine ottico, dipendono da chi osserva l'oggetto. In altre parole chi percepisce un significato ci riesce perché possiede un sistema di raccolta dati che gli consente di ottenerlo.
Più tardi, con la pubblicazione di Emotional design, rinnega parzialmente le tesi proposte in La caffettiera del masochista, focalizzandosi sugli aspetti più emotivi della cognizione ed esaltando quegli oggetti progettati per essere sì facilmente utilizzabili, ma anche in grado di coinvolgere emotivamente l'utente. Un oggetto in grado di suscitare emozioni positive nell'utente, in pratica, è progettato meglio di uno effettivamente ergonomico. Data questa teoria, diventa praticamente impossibile concepire una "qualità oggettiva" del design, poiché la storia di ogni individuo rende "piacevolmente emozionanti" (evocativi) determinati strumenti o interfacce a scapito di altri solamente in base alle proprie esperienze soggettive.
Norman è anche il promotore del concetto di informatica pervasiva, presentato nel libro The invisible computer: «La tecnologia migliore è quella che non si vede, perché è tanto semplice da usare da diventare "trasparente"».

## Pubblicazioni
Nella sua carriera Donald A. Norman ha pubblicato innumerevoli ricerche ed articoli tradotti in dodici lingue. Qui di seguito viene proposta una bibliografia sintetica, suddivisa nei suoi due principali settori di studio, che riassume i titoli più importanti; quando disponibili, sono indicati i riferimenti della pubblicazione in italiano con il titolo originale fra parentesi; per i dati delle edizioni originali e per l'elenco completo delle pubblicazioni accademiche si può consultare il sito ufficiale dell'autore riportato più sotto.

### Psicologia
- Models of human memory, New York, Academic Press, 1970. ISBN 0-12-521350-6.
- Explorations in cognition (con il gruppo di ricerca LNR/Lindsay-Norman-Rumelhart), San Francisco, W.H. Freeman, 1975. ISBN 0-7167-0736-5.
- Perspectives on cognitive science, Hillsdale (New Jersey), Lawrence Erlbaum Associates, 1981. ISBN 0-89859-106-6.
- Learning and memory, San Francisco, W.H. Freeman, 1982. ISBN 0-7167-1300-4.
- L'uomo elaboratore di informazioni. Introduzione cognitivista alla psicologia (Human Information Processing), Firenze, Giunti Barbera, 1983 e 1987. ISBN 88-09-20003-9.
- Memoria e attenzione. Introduzione all'elaborazione delle informazioni nell'uomo (Memory and attention. An introduction to human information processing, con Peter H. Lindsay), Milano, Franco Angeli, 1985. ISBN 88-204-0892-9.

### Usabilità e design
- User centered system design. New perspectives on human-computer interaction (a cura di Donald A. Norman e Stephen W. Draper), Hillsdale (New Jersey), Lawrence Erlbaum Associates, 1986. ISBN 0-89859-872-9.
- La caffettiera del masochista. Psicopatologia degli oggetti quotidiani (The psychology of everyday things e The design of everyday things,1988), Milano, Giunti, 1990 (ISBN 978-88-09-20182-8), 1997 (ISBN 978-88-09-21027-1), 2005 (ISBN 978-88-09-04419-7), 2009 (ISBN 978-88-09-74356-4).
- Lo sguardo delle macchine (Turn signals are the facial expressions of automobiles), Milano, Giunti, 1995. ISBN 88-09-20724-6.
- Le cose che ci fanno intelligenti. Il posto della tecnologia nel mondo dell'uomo (Things that make us smart. Defending human attributes in the age of the machine), Milano, Feltrinelli, 1995. ISBN 88-07-10182-3.
- Il computer invisibile. La tecnologia migliore è quella che non si vede (The invisible computer), Apogeo, Milano, 2000 e 2005. ISBN 88-503-2355-7. Testo parzialmente consultabile su Google libri.
- Emotional design. Perché amiamo (o odiamo) gli oggetti della vita quotidiana (Emotional design), Milano, Apogeo, 2004. ISBN 88-503-2235-6. Testo parzialmente consultabile su Google libri.
- Il design del futuro (The design of future things), Milano, Apogeo, 2008. ISBN 978-88-503-2634-1.
- Vivere con la complessità (Living with complexity), Pearson Italia, Milano, 2011. ISBN 978-88-7192-646-9.